# 영월초등학교 흥교분교
영월초등학교 흥교분교는 대한민국 강원특별자치도 영월군 영월읍 흥월리 1082에 있었던 공립 초등학교이다.

## 학교 연혁
- 1972.08.01. 흥월국민학교 흥교분교장 설립인가
- 1994.03.01. 영월국민학교 흥교분교장으로 소속변경
- 1996.03.01. 영월초등학교 흥교분교로 명칭 개정
- 1998.03.01. 폐교(51회 713명)

## 폐교 사유
학생 수 감소에 따라 영월초등학교로 통폐합했다.